# Ejército Libertador del Sur
La Liberación del Sur (LS) fue una organización militar liderada por Emiliano Zapata, que estuvo operativa desde 1911 hasta 1920. Durante ese tiempo, LS se extendió por los estados de Morelos, Puebla, Estado de México, Guerrero, Ciudad de México, Tlaxcala, Oaxaca, Chiapas y Tabasco. Llegó a reunir hasta veinte mil zapatistas en sus años de mayor actividad, es decir, 1914 y 1915. Uno de los principales objetivos del ELS fue la restitución de las tierras a los campesinos, quienes vivían en condiciones precarias en las haciendas azucareras controladas por los grandes hacendados y latifundistas.
Entre los principales generales del LS se encuentran: Eufemio Zapata, Francisco Mendoza, Amador Salazar, Genovevo de la O, Felipe Neri, entre otros.[cita requerida]
El LS luchó contra los gobiernos de Francisco I. Madero, Victoriano Huerta y Venustiano Carranza. Este último fue quien llevó a cabo las operaciones que terminarían por mermar las fuerzas zapatistas y reducir su rango de acción a sólo unos pocos estados. Tras el asesinato de Zapata en 1919, el ELS terminó por disolverse debido a las constantes luchas internas que tenía.[cita requerida]

## Orígenes

### Primeros levantamientos
Los orígenes del ELS se pueden rastrear a principios de 1911, ya que se registraron levantamientos armados en diferentes comunidades de Morelos, Puebla y Guerrero. Por ejemplo, Gabriel Tepepa tomó Tlalquiltenango en Morelos junto a sus hombres. Lucio Moreno comenzó operaciones en Tepoztlán en Morelos. Amador Salazar se levantó en armas en Yautepec (Morelos). Francisco Mendoza y sus hombres se apostaron en Izúcar de Matamoros en Puebla. Jesús Salgado se sublevó en la Costa Chica de Guerrero. Estos hombres iban a ser algunos de los generales más importantes del ELS. Sin embargo, la cuna de la revolución del sur se puede encontrar en Villa de Ayala, Morelos, pues en marzo de 1911 se formó una pequeña guerrilla encabezada por Emiliano Zapata, Pablo Torres Burgos, Rafael Merino, quienes organizaron a poco más de 70 hombres que pronto comenzarían a movilizarse hacia otros pueblos para conseguir adeptos: 
Al iniciar, junto con Torres Burgos, el movimiento en la Villa de Ayala, se les incorporó desde luego un grupo de entusiastas adeptos que tan pronto como salieron del pueblo y se dedicaron a recorrer los contornos fueron de inmediato reforzados por nuevos y considerables contingentes, ya que de todas las rancherías y poblados se desprendían, resueltos y animosos, los hombres del campo, atraídos por la popularidad de Zapata y animosos por las perspectivas de redención que les ofrecía. “¡Abajo las haciendas y arriba los pueblos!”, era el grito de combate que enardecía los espíritus de aquella muchedumbre, eternamente vejada.

### Composición
En esta etapa de la lucha, el ELS estaba integrado en su gran mayoría por campesinos que habían sido despojados de sus tierras, peones de haciendas, comerciantes, arrieros, casi todos ellos originarios de Morelos y de comunidades cercanas. Es decir, era un ejército compuesto por las clases bajas y medias, gran parte de los insurrectos eran hombres bastante jóvenes. Muchos de ellos se unieron a la lucha por razones agrarias, ya que en su mayoría habían sido despojados de sus tierras por parte de los haciendas azucareras o debido a los agravios sufridos por parte de los hacendados. Aunque hubo casos, en los que los zapatistas se incorporaron por otros motivos, por ejemplo, Pedro García Pérez se unió a la Revolución porque los zapatistas querían llevarse su caballo y sus cabezas de ganado, por ello le pidió un rifle a su padre y se unió a la Revolución. David Vázquez Salazar se unió porque su madre y otras mujeres revolucionarias fueron aprendidas y trasladadas a Cuernavaca.

### Primeras campañas armadas
Una vez que salieron de Villa de Ayala, los sublevados se movilizaron hacia Quilamula y Huachinantla en Morelos en donde se les unieron diversos contingentes y se incorporaron nuevos líderes como Amador Acevedo. Habían conseguido suficientes hombres para poder realizar operaciones de mayor envergadura como sucedió en la toma de Jojutla el 22 de marzo de 1911. Este fue el primer triunfo importante para los zapatistas porque significaba que se habían apoderado de una de las ciudades más importantes en Morelos con esto, el ELS se pudo hacer de más víveres y recursos que eran necesarios para el creciente número de zapatistas que se unían. No obstante, al mismo tiempo, comenzaron a ser una preocupación para las fuerzas federales. Tres días después de este suceso, el 25 de marzo, nacería formalmente el Ejército Libertador del Sur en Jolalpan, lugar en el que se reunieron jefes rebeldes provenientes de Morelos, Puebla y Guerrero que decidieron unificarse y nombraron a Emiliano Zapata como líder de este movimiento. La revolución se siguió expandiendo durante los meses de abril y mayo, abarcando grandes zonas del estado de Morelos como Yautepec, Yecapixtla, Tlaltizapán, Jonacatepec, Tepoztlán, en Morelos y Tetecala en Puebla, donde los zapatistas sufrieron su primera derrota en Izúcar de Matamoros donde murieron Rafael Merino y Bibiano Cortés. En Atlixco y Metepec, ambas zonas fabriles, el ELS logró que muchos obreros se unieran a su causa después de varias incursiones.
Para mayo de 1911, el ELS contaba con alrededor de dos mil hombres que, en Morelos, ya habían tomado las ciudades más importantes, a saber: Cuautla, Cuernavaca y Jojutla, lo cual se traducía en que estas fuerzas armadas eran ya una seria amenaza para los federales por lo que la violencia que ejercían los zapatistas en cada batalla fue aumentando pese a la desaprobación de los generales del ELS.

### Características de los primeros combates
Las características de los primeros combates entre 1911 y 1912 se pueden enlistar de la siguiente manera:
- Quema de haciendas y archivos municipales
- Liberación de presos de las cárceles municipales
- Toma de haciendas para hacerse de recursos para los combates y víveres (aunque este elemento se mantuvo durante toda Revolución del Sur)[15]
- Secuestros de comerciantes y hacendados ricos

- Descarrilamiento de trenes, voladura de vías férreas y sabotaje de comunicaciones (este elemento también se mantuvo durante toda la Revolución del Sur)

Por último, es necesario mencionar que una vez establecido el Cuartel General del ELS, se buscó moderar los comportamientos licenciosos de algunos de sus miembros hacia la población civil: 
El cuartel general zapatista, con Zapata como jefe supremo y sus principales asesores como cuerpo colegiado que discutía y resolvía sobre los diversos asuntos militares, sobre la estrategia política y sobre la administración de justicia, trató siempre de asumirse y actuar como servidor de las comunidades, y definió la norma de conducta que debía seguir el Ejército Libertador, mediante multitud de órdenes, instrucciones y circulares que los jefes se empeñaron en cumplir. En ellos se expresaba un código moral de respeto a los principios de honestidad, rectitud, justicia, protección y respeto a la población civil y en particular a los más pobres 

## Ascenso

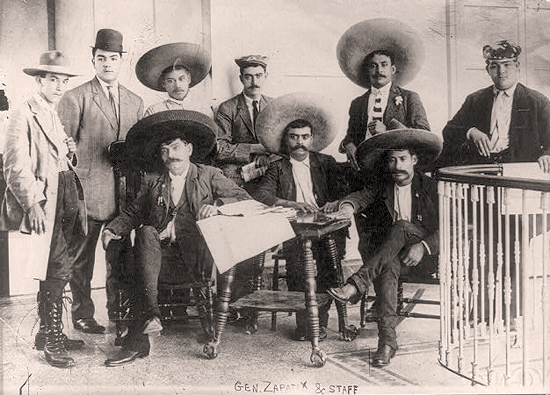
Los principales comandantes del Ejército de Liberación del Sur.

### Campañas de 1912
A partir de 1912, el ELS comenzó a organizarse y expandirse a estados como Guerrero, Puebla, Estado de México, Tlaxcala, Michoacán, Oaxaca y los límites de la Ciudad de México. Durante ese año la ferocidad de los combates había aumentado, Genovevo de la O coordinaba en enero ataques a la capital de Morelos con más de tres mil hombres que buscaban recuperar la ciudad de manos de los federales.  En abril, los federales bombardeaban y quemaban el poblado de Huitzilac, sin que la balanza se inclinara hacia uno u otro bando. También es importante mencionar que durante la segunda mitad de 1912, las operaciones militares más importantes tuvieron lugar en el Estado de México encabezadas por Emiliano Zapata, también hubo algunos sabotajes en el suministro de agua y electricidad en las zonas cercanas a Ciudad de México y Toluca con el objetivo de atacarla, pero esta acción nunca fue llevada a cabo

### Primeros meses de 1913
Sin embargo, para 1913, las fuerzas zapatistas tomarían mayor fuerza en los dos primeros meses del año. El objetivo principal era recuperar poblaciones perdidas: Eufemio Zapata tomaba Yautepec y Yecapixtla, en Morelos, Emiliano Zapata atacaba Villa de Ayala y ordenaba que se restablecieran los sabotajes a las líneas telegráficas y vías férreas, se volvían a quemar haciendas azucareras en Morelos, en el Estado de México, Genoveo de la O, Amador Salazar y Felipe Neri que se movieron hacia la zona de Chalco donde quemaron la fábrica de papel y causaron tanto pánico que las fuerzas policiales de la capital del país tuvieron que intervenir. En Puebla se combatía en algunas de sus ciudades más importantes como Acatlán, Izúcar o Tochimilco y  los federales tuvieron que recurrir a viejas tácticas como incendiar las poblaciones tomadas, usar artillería o colgar a los presos que capturaba.

### Situación del ELS después de la Decena Trágica
Después de la Decena Trágica (1913), los ataques de las fuerzas huertistas al mando de Juvencio Robles se volvieron más constantes, quien atacó el cuartel general del ELS en Huatla,  sin embargo, para agosto de 1913 la pugna entre las fuerzas del ELS y los federales comenzaba a equilibrarse, porque los primeros lograron asediar las zonas limítrofes a la capital del país. El general zapatista Ireneo Albarrán había recibido la orden de asentarse en las zonas de Chalco y Xochimilco procurando pasar por el Ajusco y Milpa Alta. Sin embargo un elemento decisivo para que el Ejército Libertador del Sur tomara más fuerza de la que ya tenía fue la batalla de Torreón, pues debido a ésta, las tropas federales tuvieron que ser movilizadas al norte en donde eran más requeridas, dejando en el sur a grupos de voluntarios cuya fuerza era mucho más menguada. Pero esta situación de ventaja no duraría mucho porque ese mismo mes las fuerzas zapatistas sufrirían varios ataques:   
Al centro de la zona rebelde, en Morelos, la dictadura lanzó otra campaña con incendio de poblados y ocupó el mineral de Huautla, sede del Cuartel General del Sur. Mientras que en la retaguardia, el estado de Guerrero, la rebelión decaía notoriamente. Además habían fracasado las expediciones enviadas al occidente, el Bajío y la huasteca hidalguense, para acumular fuerzas. Tales retrocesos eran parte de la disputa y la oscilación del conflicto. No llegaron a volverse decisivos pues había una tendencia ascendente en la rebelión. En términos generales, la guerra del sur no vivía el hundimiento sino que aumentaba la actividad armada y todas las necesidades que esta genera. 

### Incorporación de intelectuales
En 1913 el ELS comenzó a tener una mayor claridad para plantear los postulados de reformas que ya habían enunciado desde el Plan de Ayala debido a que se incorporaron a sus filas intelectuales provenientes de la ciudad que ayudaron a los zapatistas a dar mayor claridad y coherencia a sus ideas de transformación social, elemento que puede verse en el Manifiesto a la nación, publicado en octubre de ese mismo año. Algunos de los intelectuales que se formaron parte de la Revolución del Sur fueron: Paulino Martínez, quien fue nombrado presidente de la comisión del ELS en la Convención de Aguascalientes, donde defendió los postulados del Plan de Ayala, Antonio Díaz Soto y Gama, el mayor intelectual del zapatismo, quien presentó iniciativas para una reforma agraria nacional y que tras la muerte de Zapata siguió defendiendo a los campesinos contra los latifundistas en su calidad de diputado del estado de Puebla y Otilio Montaño, que además de ser uno de los generales más importantes del ELS hasta 1917 también fue uno de los grandes ideólogos del zapatismo, ya que fue uno de los redactores del Plan de Ayala, además de ser uno de sus principales promotores. Montaño también planteó la necesidad de una verdadera reforma constitucional agraria que beneficiara a los campesinos en la Junta Revolucionaria del Centro y Sur de la República, además de que consideraba que el verdadero objetivo de la Revolución era conquistar las libertades del pueblo así como reivindicar sus derechos.  Aunque es necesario mencionar que no todos los soldados zapatistas estuvieron al tanto de los postulados del Plan de Ayala, por ejemplo, Francisco Guerrero Porrón no supo del contenido de ese plan hasta 1914, después de que Huerta hubiera perdido el poder.

### Toma de Chilpancigo
Para 1914 la situación cambió favorablemente para los revolucionarios. Los zapatistas incrementaron su actividad ofensiva al tomar poblaciones como Coyuca de Catalán, Cutzamala y Pungarabato, Taxco, Coacoyula, entre otras ciudades de Guerrero. La toma de la capital del estado parecía inminente. Desde finales de febrero y hasta abril, los zapatistas asediaron la ciudad de Chilpancingo. Emiliano Zapata encargó a Jesús Salgado, quien posteriormente sería nombrado gobernador de ese estado, que organizara a los jefes locales y regionales para coordinar el ataque, los combatientes sumaron más de diez mil elementos que fueron distribuidos y atacaron poblados cercanos como Petaquillas, Palo Blanco, Cajones, etc. aquí concurrieron los generales más importantes del ELS como Emiliano Zapata, Jesús Salgado, Julián Blanco, Helidoro Castillo. Las fuerzas federales fueron derrotadas y los que no pudieron huir fueron hechos prisioneros y fusilados como el general huertista Luis G. Cartón.
Esta victoria supuso un hito en la lucha entre zapatistas y huertistas, pues por primera vez desde 1911, el ELS contaba con mayor ventaja frente a los federales: "La toma de Chilpancingo, es decir, la disputa, conquista y sostenimiento de una posición clave, marca la inflexión de la guerra zapatista. Atrás ha quedado la situación más desventajosa de la relación entre las fuerzas, la fase primaria y más larga de la lucha revolucionaria. Bloqueo, información, arrojo y el combate nocturno fueron elementos decisivos en la toma de Chilpancingo". Sin embargo, en esta Convención, que primero se celebró en la Ciudad de México y luego se trasladó a Aguascalientes, el único resultado que se obtuvo fue que se escindieron los bandos. Por un lado, quedaron los constitucionalistas de Carranza. Por otro, los convencionistas integrados por la División del Norte y el Ejército Libertador del Sur. 

### La Convención y la alianza Villa-Zapata
Un punto importante en la Revolución se dio con la caída de Victoriano Huerta, gracias a las fuerzas constitucionalistas encabezadas por Venustiano Carranza. El Ejército federal y las tropas constitucionalistas firmaron los Tratados de Teoloyucan y entraron triunfantes estas últimas a la capital. Carranza, en su condición de Primer Jefe, mandó a reunir a los jefes revolucionarios con el fin de elegir un nuevo gobierno nacional y plantear reformas a favor de la paz que fueran respaldas por las tres corrientes revolucionarias: constitucionalistas, villistas y zapatistas.
Carranza decidió desconocer a la Convención por lo que abandonó la capital del país y se instaló en Veracruz, mientras que los ejércitos de Villa y Zapata sellaron su alianza con la firma del Pacto de Xochimilco. De acuerdo con el historiador Felipe Ávila tres fueron los temas centrales:
1. Desconocer a Carranza e identificarlo como enemigo a vencer
2. Identificar "los problemas y necesidades populares" como "el terreno común que los unía"
3. Expresar que el reparto agrario era el problema principal

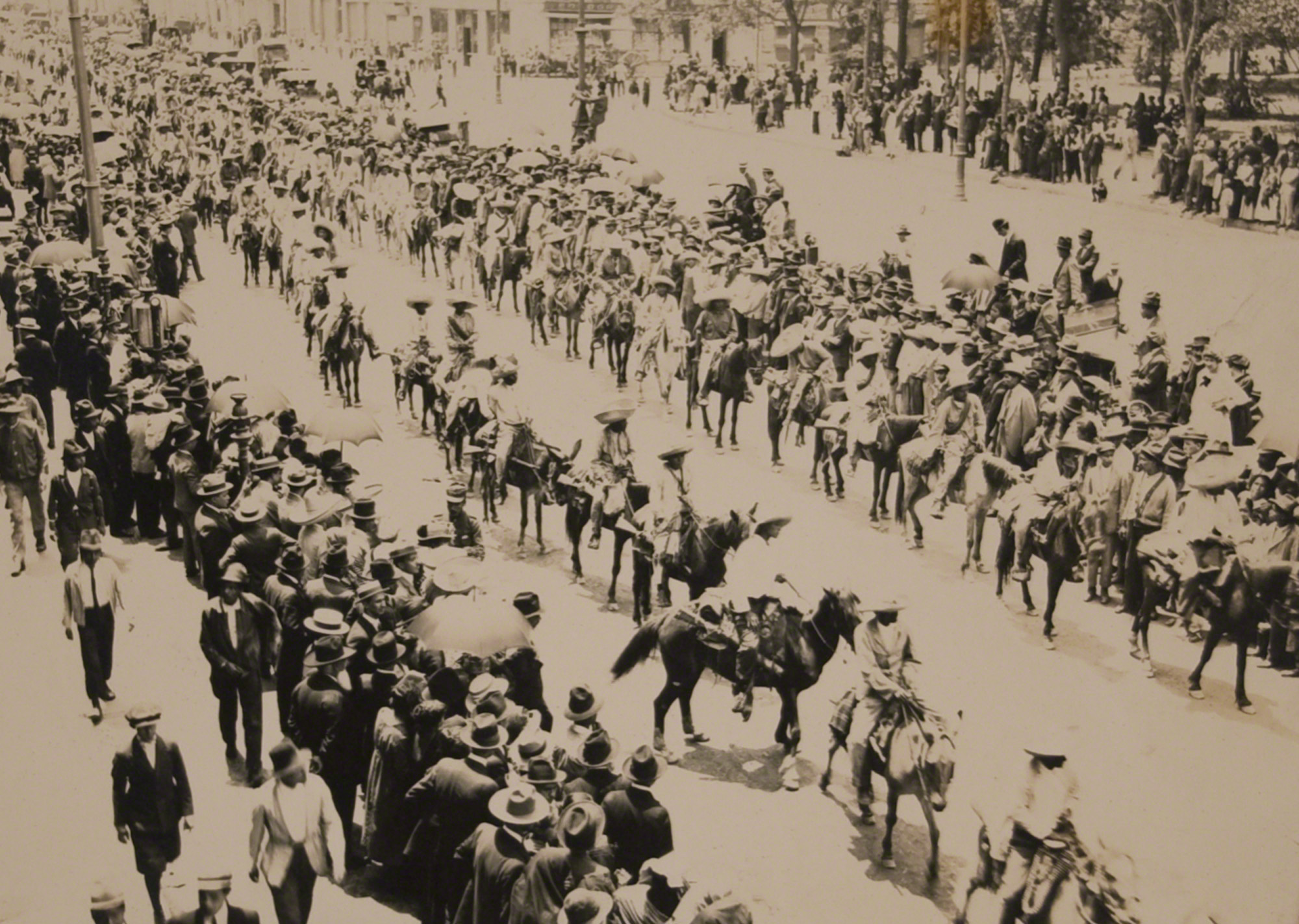
Los zapatistas ocuparon brevemente la Ciudad de México al comienzo de la guerra civil contra Carranza. Hubo importantes choques culturales entre los pobladores rurales y los residentes de la capital.

### La entrada del ELS a la Capital y toma de Puebla (diciembre de 1914)
Después de la alianza entre Villa y Zapata, la entrada a la capital el 6 de diciembre de 1914 fue uno de los momentos más importantes para el Ejército Libertador del Sur. Los zapatistas que llegaron sorprendieron a los habitantes de la Ciudad de México. No se trataba de un ejército bien organizado ni vestido gallardamente como la División del Norte. Los zapatistas en su mayoría eran muy jóvenes e iban vestidos con sombreros de ala ancha hechos de palma, algunos de ellos llevaban guayabera y cartucheras, casi ninguno de ellos tenía pantalón, en su lugar vestían calzones de manta. Muchos de ellos llevaban machetes en el cinturón o bien armas como los mausers o el 30-30, aunque algunos llevaban rifles rémingtons. El elemento religioso era muy importante para el ELS pues todos ellos usaban escapularios, relicarios, amuletos y estampas de santos.  Tal era su devoción que el 12 de diciembre visitaron a la Virgen de Guadalupe y agradecieron por todas las bendiciones que les había otorgado y las victorias obtenidas. Todo lo anterior produjo simpatía entre los capitalinos: "Al contrario de lo ocurrido con los constitucionalistas, prevalecía un ambiente de simpatía por los zapatistas por su manera de conducirse, sin emplear la violencia con nadie, además de su fe, abnegación y entusiasmo para sostener su causa y que tenían un acuerdo respecto de las labores del campo: los que trabajaban ayudaban a los que andaban en campaña y de esa manera lograban sostenerse. Esa simpatía se vio reflejada en poesías y canciones" 
La toma de Puebla fue otra muestra del alcance que estaba teniendo el ELS, pues es necesario recordar que esta ciudad era la más industrializada del país. El ataque comenzó el 9 de diciembre, unos días después de la toma de la Ciudad de México, cuando tomaron las ciudades industriales de Metepec y Atlixco. El 14 de ese mismo mes tomaron Cholula y el 15 lograron tomar la capital de Puebla en un combate que se prolongó durante todo el día, logrando derrotar a más de 20 mil carrancistas. Se hicieron más de dos mil prisioneros que fueron desarmados y puestos en libertad, los zapatistas también tomaron tres carros de parque, ametralladoras y otros pertrechos.  Sin embargo, mantener esa ciudad no sería nada fácil, pues como menciona Francisco Pineda, para esas fechas el ELS se había quedado sin tropas que defendieran su retaguardia y sin capacidad de reabastecerse de recursos y municiones por lo que un ataque de las fuerzas de Álvaro Obregón los dejaría prácticamente incomunicados, por ello perdieron la ciudad para enero de 1915.

### Falta de abastecimiento
Lo mencionado anteriormente muestra un problema al que se enfrentó el Ejército Libertador del Sur, la falta de municiones y armas limitaba los movimientos de los zapatistas, esa fue una de las razones por las que no pudieron tomar Veracruz. Sin embargo, esta aparente desventaja también incentivó la creatividad del ELS para fabricar armas caseras: 
Esa inferioridad material obligó al movimiento zapatista a depender en buena medida de las armas que podían quitarle al enemigo en emboscadas, a confiscar las que tenían las haciendas, a conseguir en el mercado negro de la ciudad de México y a buscar un abasto más amplio fuera del territorio zapatista. Pero también la guerra zapatista se valió del ingenio y la inventiva. Los guerrilleros surianos utilizaron con mucha frecuencia bombas caseras hechas con pólvora y dinamita, con las que llenaban bolsas de cuero a las que les ponían trozos de fierro y una mecha. Cargas de mayor tamaño eran utilizadas para la voladura de puentes y vías de trenes. Fabricaron también cañones rudimentarios con balas de fierro y pólvora que fueron utilizados para atacar las guarniciones enemigas, y cuando tuvieron el control del territorio morelense, de las minas de Huautla, se puso en marcha una rudimentaria fábrica militar. 
Ángel Capistrán cuenta que fabricaba bombas caseras echando cortadillo de plomo a botes de salmón a los que se les colocaba una mecha y que luego las arrojaba desde los techos en los combates, también menciona que para poder volar trenes (una práctica muy usual en el ELS) colocaban dinamita debajo de ellos.
Es necesario mencionar que esta falta de armamento fue una constante desde la creación del ELS, es más, cuando un zapatista se incorporaba con armas o caballos se le entregaba un grado, como en los casos de Florencio Castillo que al unirse a la revolución en  abril de 1911 con 30 hombres armados y montados, se le otorgó el grado de subteniente de caballería o Hermenegildo Gomar que se incorporó en 1913 con 30 hombres montados y por ello obtuvo el grado de teniente.

### Expansión y retaguardia
Después de haber tomado las dos ciudades más importantes del país (Ciudad de México y Puebla), el ELS decidió que era tiempo de expandirse hacia otros estados además de Guerrero, Estado de México y Morelos. El Cuartel General del ELS comenzó a promover la lucha en Chiapas, Tabasco, Yucatán, Oaxaca, Veracruz, San Luis Potosí, Hidalgo y la zona del Nayar en Nayarit

## Consolidación y resistencia

### Ofensiva carrancista y la defensa de la Ciudad de México
Al iniciar 1915, el ataque hacia los zapatistas se intensificó. Después de que los carrancistas tomaron Puebla en enero, siguieron su ataque hacia las bases de apoyo del ELS que tenían en la cuenca de México como las de Tepepan, Xochimilco, Coyoacán, San Ángel, etc. en donde realizaron ataques simultáneos en enero.  Las fuerzas carrancistas seguirían atacando puntos estratégicos de la Ciudad de México, por ejemplo, en febrero atacarían las bases zapatistas ubicadas en la alcaldía de Magdalena Contreras, pero el ELS había afianzado sus posiciones en toda la Cuenca de México.    
Para marzo, el ELS llevó a cabo una de sus operaciones militares más importantes, pues defendieron sus posiciones en la Ciudad de México durante cuarenta y tres días contra los carrancistas que querían recuperar la capital y así volver a tener credibilidad con los diplomáticos estadounidenses. Las dimensiones de esta operación muestran su importancia, en primer lugar porque el ELS no sólo tuvo apoyo de los miembros que ocupaban la Ciudad de México, sino que se movilizaron tropas del Estado de México, Morelos, Tlaxcala, Hidalgo, Puebla y de regiones mucho más apartadas como Oaxaca y Guerrero. En segundo por la cantidad de territorio que cubrió: aproximadamente 1,490 kilómetros que se encontraban en la cuenca de México, lo que significó que algunos de los combates librados en esos días se desarrollaron en zonas urbanas, un tipo diferente a aquel al que estaban acostumbrados las fuerzas del ELS. Estos combates fueron coordinados, dando como resultado una serie de ataques simultáneos hacia los carrancistas y el sabotaje a varias líneas del ferrocarril con el apoyo de las clases populares. El resultado fue que el 10 de marzo, los carrancistas habían evacuado la capital y se habían trasladado a Cuernavaca. Al día siguiente, los zapatistas volvían a entrar triunfantes en Ciudad de México. A pesar del triunfo, la toma de Ciudad de México significó una victoria a medias para el ELS porque significaba que tendrían que mantener dicha posición sin apoyo.

### Reorganización en 1915
Para esas mismas fechas Zapata, que se encontraba en Iguala, Guerrero, lanzó un decreto con el fin de reorganizar a las fuerzas del ELS para que pudieran operar de forma más eficaz. Entre esas medidas se encontraban las siguientes:
[... ] la primera unidad táctica sería la escuadra, con 8 soldados y un cabo; dos escuadras formarían un pelotón al mando de un sargento; tres pelotones, una sección a las órdenes de un teniente; tres secciones, una compañía a cargo de un capitán primero; cuatro compañías, un batallón al mando de un teniente coronel; tres batallones, un regimiento a las órdenes de un coronel o de un general brigadier; tres regimientos, una brigada al mando de un general brigadier o de un general de brigada, y tres brigadas, una división a las órdenes de un general de división o de un general de brigada. En las fuerzas de caballería, la compañía se llamaría escuadrón y el batallón, cuerpo. El mando de las operaciones militares debía ser elegido en asamblea, integrada por los jefes desde el grado de coronel a general. Ante todo, se procurará que los jefes u oficiales que los manden, sean ciudadanos que se distingan como hombres de buena conducta, defensores leales del Plan de Ayala y conocedores de las necesidades del pueblo 

### Resistencia zapatista (segunda mitad de 1915)
Para la segunda mitad de 1915, con la derrota de la División del Norte, los carrancistas comenzaron a ganar cada vez más terreno y sus ataques fueron más feroces. En julio, las tropas carrancistas tomaron el tramo oriental del Ferrocarril Interoceánico y el Mexicano. El Ferrocarril Interoceánico era muy importante para el ELS, porque allí contaban con un maquinista, Ángel García, y un contingente de ferrocarrileros, lo cual significaba que los zapatistas tenían pleno control de la circulación de los trenes, al menos en el tramo oriental, por lo que la pérdida del control en los ferrocarriles los dejaba parcialmente incomunicados y con la imposibilidad de enviar municiones o armas por este medio porque estas líneas ferroviarias mantenían comunicadas a las fuerzas del ELS de Morelos, Estado de México y la Ciudad de México. El primero iba desde Texcoco hasta Jojutla y el segundo llegaba hasta Tepexpan desde la Ciudad de México.
A pesar de las derrotas, los zapatistas siguieron resistiendo: de agosto a septiembre lanzaron una serie de ataques en varias poblaciones de Puebla, en algunas zonas mineras de Hidalgo, Estado de México y en la Ciudad de México además de que cortaron el suministro de luz, agua y tranvías. También atacaron varias líneas de ferrocarril ocupadas por los carrancistas como el tramo del Interoceánico, el Mexicano, e hicieron descarrilamientos en el Ferrocarril Central Mexicano y el Ferrocarril Mexicano del Sur.
Pero las tensiones internas en el ELS y el ataque constante de los carrancistas terminarían por crear un ambiente bastante desfavorable que desembocó en la pérdida de más territorios que tenían bajo su mando: 
En lo tocante al aspecto militar y a las tensiones políticas que surgieron entre los zapatistas, agregaremos que como para noviembre de 1915 los carrancistas ya habían obligado a los villistas a replegarse al norte del país, dispusieron de fuerzas suficientes para atacarles, de modo que reconquistaron los estados vecinos a Morelos y a éste le anunciaron que emprenderían en su contra la campaña "definitiva". El anuncio llegó cuando los jefes zapatistas estaban enfrascados en intrigas, combatían y se eliminaban entre sí con el pretexto de que unos u otros intentaban amnistiarse con Carranza. 

### Finales de 1915
A finales de 1915 el panorama para el ELS era muy diferente que a principios de año, primero porque en septiembre perdieron influencia sobre las zonas más lejanas de Veracruz, Oaxaca, Puebla, Tlaxcala y el Estado de México en las que tenían control porque los carrancistas habían tomado las capitales y ciudades más importantes de dichos estados lo que impedía al ELS comunicarse con esos pueblos alejados debido al control constitucionalista. Para fines de 1915, los zapatistas habían perdido casi todos los estados que controlaban, solo conservaron Morelos, algunas zonas del Estado de México, Puebla y la Ciudad de México y el norte de Guerrero.

## Descenso y disolución

### Consecuencias de la crisis de 1915: hambruna y enfermedad
Para 1916, el ELS tenía ante sí un panorama no muy alentador. Debido a la crisis de 1915, las enfermedades en el campo de batalla como el paludismo, tifus, enterocolitis, neumonitis, nefritis o tuberculosis, diezmaban a las fuerzas, a esto se suma las duras condiciones de vida en los campamentos en donde los zapatistas que vivían con sus familias tenían que adaptarse a vivir con un mínimo de recursos y además tenían el peligro de ser picados por animales ponzoñosos como serpientes o alacranes.
Otro efecto de la crisis de 1915 fue el aumento del bandolerismo entre las tropas del ELS: "Ese fenómeno se intensificó cuando la escasez de víveres y el agotamiento de la población civil ante la guerra fue mayor y la lucha por la supervivencia vivió sus momentos más agudos y, sobre todo, en la etapa final del movimiento, cuando la guerra que sostenían estaba perdida y se creó un derrumbe moral que llevó a muchos jefes zapatistas a claudicar y a enfrentarse entre sí". Una medida que buscaba frenar este fenómeno fue que Zapata ordenó que todos aquellos que fueran sorprendidos en actos de bandolerismo fueran ejecutados en público como forma de escarmiento, además de que autorizó que cada poblado tuviera una guardia que vigilará la seguridad de los caminos. Sin embargo, diferentes poblaciones decidieron que lo mejor era oponer una resistencia ante las vejaciones de los zapatistas. Algunos tomaron las armas y formaron pequeños grupos de autodefensa frente a los miembros del ELS mientras que otros decidieron huir hacia las zonas montañosas.

### Cerco a Morelos, guerra de exterminio en 1916
A partir de marzo de 1916, las fuerzas constitucionalistas comenzaron una nueva estrategia para erradicar la revolución del sur y recuperar completamente el estado de Morelos: una guerra de exterminio que buscaba generar terror a la población por medio del incendio de pueblos, ejecuciones y concentraciones de ciudadanos y la destrucción de siembras para evitar que los zapatistas se hicieran de algunos víveres para alimentarse. La ofensiva carrancista fue feroz e involucró a tropas de los estados de Coahuila, Nuevo León, Jalisco, Veracruz, San Luis Potosí, Hidalgo, Michoacán, Puebla y Guerrero.  Para mayo lograron su objetivo:
La campaña siguió por todo el estado [de Morelos] con bombardeos desde el aire, y los morelenses se aglomeraron en Tehuiztla y Jojutla con el propósito de huir hacia Guerrero o a las montañas, cosa que algunos lograron. Más de mil personas, combatientes o no, fueron sin embargo capturadas y conducidas a la ciudad de México con la intensión de deportarlas a Yucatán. Finalmente, a mediados de junio de 1916 se apoderaron los carrancistas del corazón de la revolución de Morelos, Tlaltizapán, recogieron un "enorme" botín y ejecutaron a cerca de 300 prisioneros aunque Zapata se les escapó una vez más y, con el apoyo constante de los morelenses mantuvo en pie su lucha tenaz e infatigable en favor de los desheredados y en contra del gobierno carrancista. 

Para la segunda mitad de 1916, el ELS se reagrupó y planeó una contraofensiva contra las fuerzas carrancistas, para julio las fuerzas zapatistas habían logrado una ligera recuperación que aprovecharon para atacar diferentes poblaciones: 
Tras un repliegue inicial, los zapatistas lograron reagrupar fuerzas y en julio desencadenaron su contraofensiva. El espíritu de una revolución y el genio militar de Zapata les abrieron paso. Los rebeldes se multiplicaron ante unas tropas perplejas y en exceso confiadas. El pulso se libró en todos los frentes. Cayeron Tepoztlán y Santa Catarina. El general Pablo González contestó recrudeciendo la represión. El castigo a la población civil se disparó. Las garantías constitucionales fueron suspendidas en todo el territorio revolucionario. Morelos, Puebla, Guerrero, el Estado de México, Tlaxcala y parte de Hidalgo sintieron el yugo de Carranza.
A principios de noviembre, Zapata decidió que se debía  recuperar el territorio perdido de Morelos a partir de una estrategia de guerra de guerrillas en todo el estado y el sabotaje a líneas de ferrocarril. Este plan trajo como resultado inicial que se interrumpiera el paso en la línea férrea de México a Cuernavaca, la ruta principal de escape de los carrancistas. El primer día de ataque, los zapatistas lograron recuperar las plazas de Jojutla, Yautepec, Zacatepec y Treinta, una semana después el embate zapatista había tomado más poblados en Morelos, a saber, Miacatlán, Tlayacapan, Tetecala, Mazatepec, Totoloapan, Oaxtepec, Ocuituco y Jumiltepec. Para enero de 1917, el ELS habían atacado la estación de ferrocarriles del Ajusco y las estaciones de Tres Marías, Quila y el cerro del Capulín en Morelos. Para el 10 de enero, los zapatistas se hicieron de Cuernavaca, se reconcentraron en Tlaltizapán y Yautepec y además tomaron la línea de ferrocarril que iba hacia Iguala, Guerrero. Para febrero de 1917, los zapatistas habían combatido con éxito a la ofensiva carrancista en Morelos.

### Breve insurrección en 1917
Después de la derrota de los carrancistas, en 1917 el ELS volvió a tomar un poco de fuerza, que Zapata aprovechó para reorganizar fuerzas y proclamar algunos decretos
A principios de 1917, Zapata había logrado expulsar de su territorio al invasor. Dio inicio entonces un periodo corto e intenso de la insurrección zapatista. En marzo, el líder proclamó “el gobierno del pueblo por el pueblo”. Rabiosamente antioligárquico, reabrió escuelas, dio luz a nuevas formas administrativas y reorganizó el Ejército Libertador del Sur. Aunque reducido a sus confines meridionales, su ideario era pura nitroglicerina: “Cuando el campesino pueda gritar ‘soy un hombre libre, no tengo amos, no dependo más que de mi trabajo’, entonces diremos los revolucionarios que nuestra misión ha concluido, entonces se podrá afirmar que todos los mexicanos tienen patria”, dejó escrito.
Pero es necesario mencionar que, a pesar de esta recuperación de las fuerzas zapatistas y de que el ejército constitucionalista vivía tiempos de crisis, el resultado de la lucha entre ambas facciones comenzaba a ser evidente, el ELS carecía de recursos y de municiones para abastecerse y volver a tomar los territorios perdidos, y a pesar de tener el control de Morelos y parte de Guerrero, su radio de acción ya era muy reducido si se compara con los territorios que dominaban en 1915. Además, como ya se mencionó anteriormente, las crisis internas a causa de los crecientes casos de bandolerismo dieron como resultado que el ELS se volviera débil.

### 1918: Los manifiestos en nahuátl
En 1918, Zapata publicó varios manifiestos en nahuátl que tenían como objetivo el unirse con las tropas tlaxcaltecas del general Domingo Arenas que también buscaba la reivindicación agraria. A continuación se presenta un resumen de ambos manifiestos: 
Estos son los puntos son los más importantes: 
1. Separarse de aquellos partidarios de Carranza
2. Los carrancistas son seres ruines que mienten
3. Los arenistas y los zapatistas deben unirse y luchar juntos
4. Luchar contra los carrancistas es un honor que se le hará a la Patria
5. La lucha tendrá como resultado la defensa de los principios de tierra, libertad y justicia

El segundo manifiesto se dirige al pueblo: 
1. Felicitan a aquellos que se sacudieron del yugo carrancista
2. Invitación a luchar unidos
3. El objetivo de la Revolución es que se dividan las tierras
4. La unión entre los pueblos hace la fuerza
5. Carranza siempre ha engañado a la gente
6. Hay que estar atentos de aquellos falsos revolucionarios que están de lado de los hacendados.[63]

Sin embargo, más que ver a estos manifiestos como una forma de presentar una abierta ofensiva a las tropas carrancistas, se deberían considerar solamente como una forma de propiciar la unión entre grupos de ideales comunes, pues tanto las tropas de Zapata como las de Arenas se encontraban en crisis.

### Crisis en el ELS por la influenza
A finales de 1918, las fuerzas zapatistas sufrieron otro duro golpe, pero esta vez no fueron los carrancistas quienes lo asestaron, si no a causa de la pandemia conocida como "gripe española", que mató entre 300 mil a un millón de mexicanos según diferentes cifras
La epidemia se presentó en México durante la segunda ola, en octubre de 1918; primero atacó las poblaciones del norte y se extendió a lo largo del país con gran velocidad. Las vías de entrada fueron el ferrocarril y los barcos. Al parecer algunos contagiados llegaron en el Alfonso XIII, que atracó en Veracruz a principios de octubre, y fueron sometidos a cuarentena. [... ] Las cifras del 24 de octubre alcanzan un total de 60 000 contagiados en el país. La prensa declara entre 1 500 y 2 000 muertes diarias en México. De acuerdo con estos reportes, el número de enfermos en las poblaciones, ciudades y algunos estados oscilaba entre 30 a 200 contagiados diarios . [... ] En Tlaxcala murió un total de 9 448 personas; 4 208 hombres y 5 240 mujeres . En general, se reporta que el número de víctimas mujeres excede al de los hombres: "continúa en aumento la mortalidad, correspondiendo a las mujeres el 60% de defunciones. Está muriendo la totalidad de las señoras jóvenes que enferman"
Debido a las malas condiciones en las que vivían las fuerzas zapatistas, la influenza se expandió más rápidamente entre sus filas, lo que impedía que desarrollaran sus actividades de campaña pues muchos soldados cayeron enfermos, aunque es necesario aclarar que no se cuentan con cifras exactas del número de fallecidos entre las fuerzas zapatistas.

### Muerte de Zapata y fin del ELS
Pero el golpe final al ELS vino con el asesinato de Emiliano Zapata, el 10 de abril de 1919 sucedida en la hacienda de Chinameca, Morelos, a raíz de una emboscada preparada por Jesús Guajardo y planeada por Pablo González. Con la muerte del caudillo del Sur, el ELS se quedaba sin su principal líder y en una situación de incertidumbre que se sumaba a las tensiones internas y al desgaste de las tropas por la gripe española, el resultado fue que el ELS se disolvió al pactar una alianza con Obregón: 
Finalmente, ante la derrota en la guerra, se intensificó la división en los líderes surianos. La notable unidad, aunque nunca exenta de conflictos, que habían podido mantener se vino abajo y se profundizaron las rivalidades, recelos y traiciones. La disputa por el poder y la gran autonomía de los liderazgos caudillistas regionales que componían el Ejército Libertador entró en una tendencia centrífuga después de 1917, misma que culminó con la muerte de Zapata en 1919. Después de ésta, los líderes supervivientes pactaron una alianza con Álvaro Obregón, el caudillo triunfador de la Revolución, lo que significó el final del Ejército Libertador del Sur. 